# Eric Alima Atangana
Eric Bertrand Alima Atangana ist ein kamerunischer Fußballspieler auf der Position eines Mittelfeldspielers.

## Karriere
Eric Alima Atangana, ein Mittelfeldspieler, kommt zumindest seit 2016 für die Herrenmannschaft des kamerunischen Erstligisten Canon Yaoundé zum Einsatz. Das Spieljahr 2016 beendete er mit der Mannschaft auf dem 15. Tabellenplatz und schaffte somit nur knapp den Klassenerhalt.
Atangana war in diesem Jahr bereits mehrfach in der kamerunischen U-23-Nationalmannschaft aktiv. Bereits im November 2016 wurde er von Nationaltrainer Hugo Broos erstmals in einer Liste mit potenziellen Kandidaten aus der heimischen Liga für die A-Nationalmannschaft Kameruns geführt und nahm im Dezember mit dieser Auswahl an einem etwas mehr als zweiwöchigen Probetraining teil. Im darauffolgenden Jahr 2017 konnte sich das vom Kameruner Mme Tenga trainierte Herrenteam von Canon Yaoundé nicht mehr in der höchsten Fußballliga des Landes halten und stieg als deutlicher Letzter in die kamerunische Zweitklassigkeit ab. Noch davor schaffte der junge Spieler den Sprung zum Ligakonkurrenten APEJES Academy, auch APEJES FC genannt, und kam fortan für diesen zum Einsatz. Zwischen März und April 2017 nahm er mit der kamerunischen Olympia- bzw. U-23-Auswahl als Mitglied eines 36-köpfigen Aufgebots an der Vorbereitung auf die Islamic Solidarity Games des Jahres 2017 teil.
Ende April gab der kamerunische Fußballverband schließlich das 23-köpfige Spieleraufgebot, das im Mai 2017 an den Spielen in Aserbaidschan teilnehmen sollte, bekannt, wobei Atangana Teil dieses Aufgebots war. Unter dem einstigen Deutschland-Legionär und mehrfachen kamerunischen Internationalen Richard Towa bestritt er daraufhin gleich das Eröffnungsspiel gegen den Gastgeber Aserbaidschan U-23. Im weiteren Turnierverlauf schafften es die Kameruner als Sieger der Gruppe A ins nachfolgende Semifinale, in dem sie allerdings, nach einem 0:0-Remis nach der regulären Spielzeit und der Verlängerung, im Elfmeterschießen mit 3:4 gegen die U-23 des Oman verloren. Im Spiel um Platz 3 unterlag das Team daraufhin auch noch gegen Algeriens U-23. Bis zum zweiten Gruppenspiel gegen die U-23 von Marokko kam der Mittelfeldspieler in allen Partien seines Landes zum Einsatz.
Zwei Monate später war es Rigobert Song, seit dem Vorjahr Trainer einer Amateurauswahl des kamerunischen Nationalteams (Kamerun A’) bestehend aus lauter Spielern der heimischen Ligen, der ihn zur Vorbereitung auf die Qualifikation zur Afrikanischen Nationenmeisterschaft 2018 in sein Team holte. Von der ursprünglichen 39-Mann-Auswahl blieb rund einen Monat später nur mehr eine 20-köpfige Auswahl, der auch Atangana angehörte, übrig. Diese trat daraufhin auch die Reise nach São Tomé und Príncipe zum ersten Qualifikationsspiel gegen die dortige Nationalmannschaft an. Nach einem 2:0-Sieg im Hinspiel kam Atangana beim eine Woche später stattfindenden Rückspiel in der kamerunischen Hafenstadt Limbe zu seinem Länderspieldebüt. Dabei erhielt der Mittelfeldakteur von Broos zur Halbzeit, als er ihn für David Eto’o, Bruder Samuel Eto’o und ebenfalls Debütant in diesem Spiel einsetzte, die Möglichkeit, sich in der A-Nationalelf seines Heimatlandes zu beweisen. Anfang September 2017 holte ihn Rigobert Song für die Vorbereitung auf das nächste Qualifikationsspiel anlässlich der Afrikanischen Nationenmeisterschaft 2018 und zwei freundschaftliche Länderspiele in Team Kamerun A’. Über weitere Länderspieleinsätze Atanganas ist bislang (Stand: Januar 2018) nichts bekannt.